# Maihueniopsis ovata
Maihueniopsis ovata es una especie fanerógama perteneciente a la familia Cactaceae. 

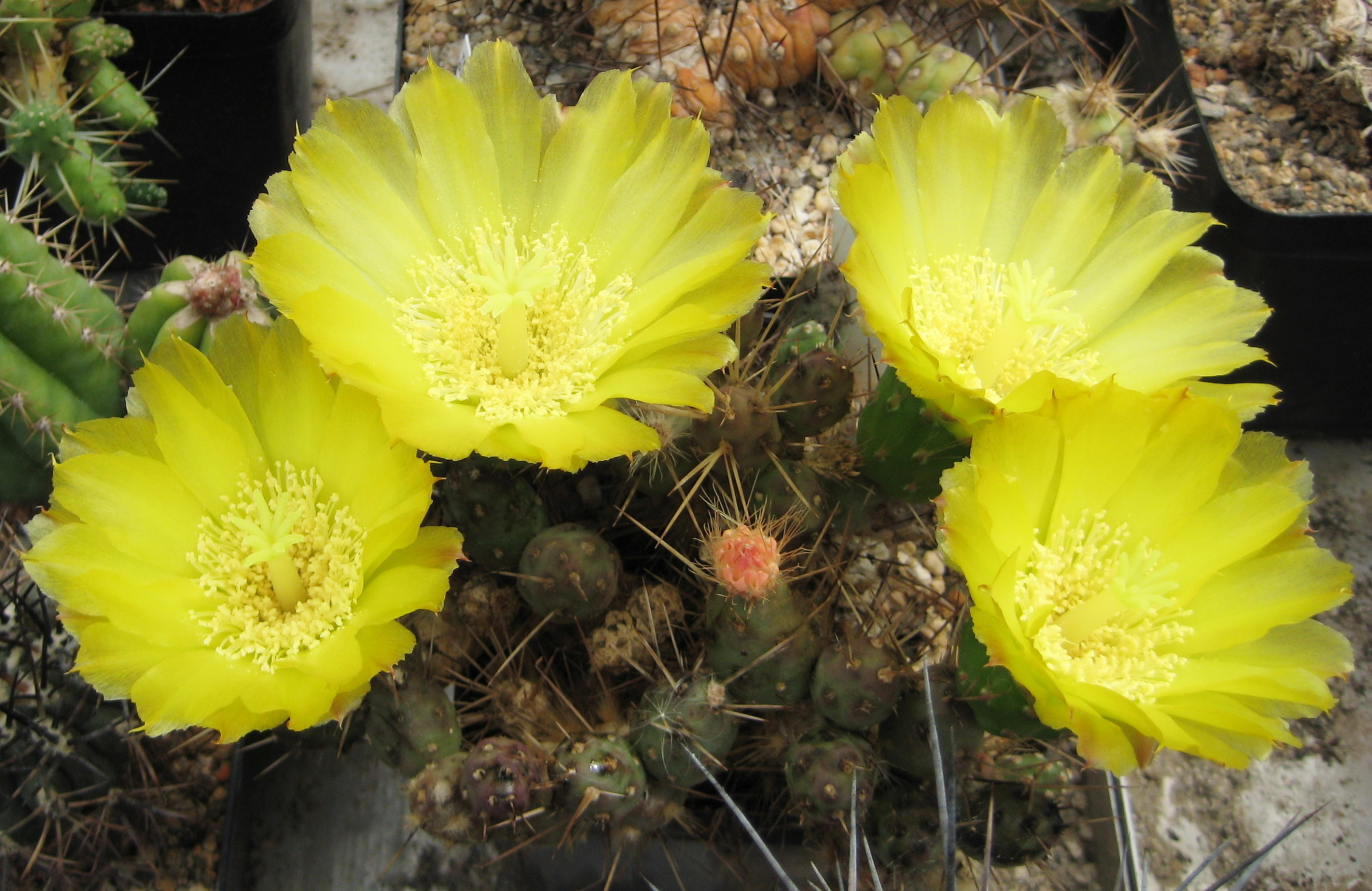
Vista de la planta en flor

## Distribución
Es endémica de Argentina y Chile, donde se distribuyen por Santiago de Chile en el valle del río Aconcagua y  se extiende por las provincias argentinas de San Juan y Mendoza.

## Descripción
Maihueniopsis ovata forma pequeños cojines, muy densos de hasta 10 centímetros de alto y 50 centímetros de diámetro. La punta es cónica, a veces, en forma de huevo, con secciones verde de hasta 3 centímetros de largo. Los aproximadamente 20 areolas cada sección con espinas de primavera, sólo en el tercio superior de las secciones. Los gloquidios son llamativos, de color paja amarilla y de hasta 1 cm de largo. Las siete o más espinas rígidas desiguales son de color marrón rojizo y tienen una longitud de hasta 2 centímetros. La mayor de ellas está ligeramente hacia fuera. Las brillantes flores son amarillas (o de color naranja) y tienen una longitud de hasta 4,5 centímetros y un diámetro de 5,5 centímetros. Su pericarpio está integrada por cerca de 16 areolas, que llevan en la parte superior con cerdas. Los pequeños frutos son de color amarillo y de 2 a 5 centímetros de largo y, a veces llevan algunas cerdas.

## Taxonomía
Maihueniopsis ovata fue descrita por (Pfeiff.) F.Ritter y publicado en Kakteen Südamerika 2: 399. 1980
Etimología
Maihueniopsis: nombre genérico que deriva de la  palabra griega: opsis, "similar", refiriéndose a su parecido con  Maihuenia.
ovata: epíteto latíno que significa "ovada"
Sinonimia
- Pseudotephrocactus ovata
- Tephrocactus ovatus
- Tephrocactus variflorus
- Opuntia ovata Pfeiff.
- Opuntia russellii Britton & Rose
- Tephrocactus russellii (Britton & Rose) Backeb.[3]

## Nombre común
- Español:Gatito, Perrito